# Constantino Cabásilas

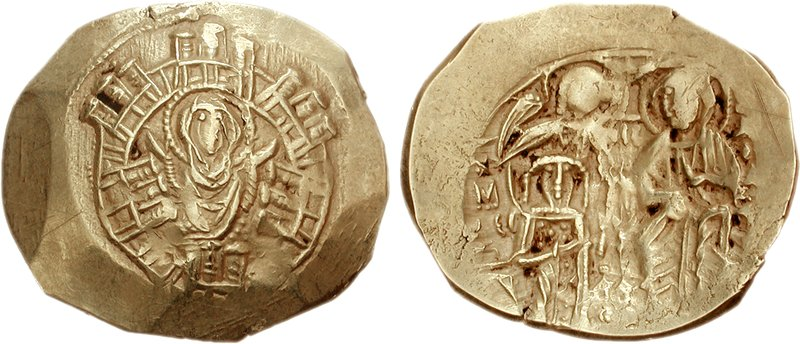
Hipérpiro do imperador r.

Constantino Cabásilas (em grego: Κωνσταντῖνος Καβάσιλας; fl. 1235–1259) foi um proeminente clérigo bizantino de meados do século XIII. Antes de 1235, tinha servido como arcebispo de Estrúmica e então como metropolita de Dirráquio, e em algum momento antes de meados dos anos 1250, foi nomeado para o posto prestigioso de arcebispo de Ocrida.
Foi o irmão de João Cabásilas, um ministro da corte do déspota do Epiro, Miguel II Comneno Ducas (r. 1230–1266/1268), e de Teodoro Cabásilas, outro dos apoiantes de Miguel II. Devido as laços estreitos de seus irmãos com o governante epirota, sua lealdade era suspeita pelo imperador niceno Teodoro II Láscaris (r. 1254–1258), e foi colocado na prisão até 1259, quando Miguel VIII Paleólogo (r. 1259–1282) libertou-o e permitiu que voltasse para sua sede.